# 다이내믹 타워
다이내믹 타워(다이내믹 아키텍처 빌딩, 다 빈치 타워로도 불린다)는 아랍에미리트연합 두바이에 세계 최초로 건축된 회전식 빌딩으로 높이는 약 420미터에 80층의 규모를 지닌다.

## 특징
이 건물은 여러 가지 면에서 건축학적으로 혁명적이다. 건물의 각 층은 독립적으로 회전한다. 따라서 건물의 모양은 시시각각 바뀐다. 각 층은 1분에 최대 6미터 회전하며 1시간 30분에 한 바퀴 회전한다. 또한 다이내믹 타워는 세계 최초로 조립식 공정을 통해 건설되는 고층 빌딩이다. 건물의 90퍼센트는 공장에서 미리 건조한 뒤 건축 현장으로 운반된다. 이런 식으로 조립된 부위를 결합하는 데는 18개월밖에 걸리지 않는다. 건축 현장에서 만들어지는 빌딩 부위는 중심 부분밖에 없다. 이렇게 조립식 공정을 사용함으로 인해 건축 인력을 줄이는 동시에 건설비용도 절감하게 될 것이다. 구체적으로, 동일한 크기의 건축물을 기존의 공법을 사용하여 지을 때보다 비용을 23퍼센트 절감할 수 있으며, 건축 현장에는 단지 90명의 인원만이 작업을 할 것이다. 실제 건축물을 만드는 노동자들은 분산되어 있는 공장에서 작업을 하며, 분산작업으로 인해 공정속도는 향상될 것이다. 다이내믹 타워는 각 층에 설치된 풍력 터빈 및 태양광 발전 장치를 통해 전력을 독립적으로 생산할 수 있다. 생산하고 남은 전기는 근처에 있는 비슷한 규모의 빌딩 다섯 개로 공급될 것이다. 풍력 터빈들은 회전하는 각 층 사이에 설치될 것이다. 각 층을 회전시키는 데 필요한 발전량은 시간당 최대 120만 킬로와트 정도이다. 태양광 패널들은 지붕에 설치된다. 다이내믹 타워는 2022년까지 완공될 계획이다. 다이내믹 타워를 고안한 데이비드 피셔는 두바이 외에 모스크바에도 두바이와 같은 기한까지 다이내믹 타워를 건설하겠다는 계획을 2008년 6월 24일 뉴욕에서 발표했다.

## 같이 보기
- 두바이의 건축물